# 宗羅睺
宗羅睺（?—?），隋末薛举手下将领。
617年四月初三，薛举和他的儿子薛仁果胁迫金城县令郝瑗发兵反隋，自称西秦霸王，改年号秦兴。他封薛仁果为齐公，幼子薛仁越为晋公。宗羅睺率部众归附，被封为义兴公。岷山羌人酋长钟利俗率领二万部众归附，薛举的兵势大振，改封薛仁果为齐王，领东道行军元帅；薛仁越为晋王，兼河州刺史；宗罗睺为兴王，为薛仁果的副将。薛举攻取了西平郡、浇河郡。不久，薛举占有全部陇西，他拥有十三万部众。618年十月到十一月，宗羅睺和唐朝秦王李世民在高墌城对峙60余天，最后李世民在浅水原之战诱敌大败宗羅睺。并且一举击败薛仁果。李世民说：“宗罗睺部属都是陇外之人，将士骁勇剽悍；我只是出其不意打败他，杀伤不多。若迟迟不追击，他们都返回墌城内，薛仁果抚慰后派他们作战，我们就不容易战胜；若迅速追击，他们逃到陇山之西，折墌城就虚弱，薛仁果没有时间谋划，这就是取胜的原因。”李世民把降兵全交给薛仁果兄弟以及宗罗睺、翟长孙等人统领，薛秦军没有哗变，安心归唐。